# Джонсон, Тор Мартин
Тор Мартин Джонсон (англ. Thor Martin Johnson; 10 июня 1913, Висконсин-Рапидс, штат Висконсин — 16 января 1975) — американский дирижёр.
Учился в Университете Северной Каролины в Чапел-Хилле. В 1940 году возглавил Симфонический оркестр Гранд-Рапидс — в те времена скромный локальный коллектив, репертуар которого Джонсон обогатил широким кругом авторов, от Кристофа Виллибальда Глюка до Дариуса Мийо. В 1942 году ушёл на армейскую службу. В 1947—1958 гг. главный дирижёр Симфонического оркестра Цинциннати; под руководством Джонсона оркестр стал одним из главных исполнителей новой американской музыки: за 11 лет его руководства было сыграно около 120 премьер. Под руководством Джонсона в 1951 г. были впервые исполнены в США «Песни Гурре» Арнольда Шёнберга. В том же году Джонсон посетил Яна Сибелиуса в Финляндии — следствием этого визита стала, в частности, запись оркестром Цинциннати оратории Сибелиуса «Происхождение огня» с хором Хельсинкского университета. Дальнейшее знакомство Джонсона с финской музыкой привлекло его внимание к умершему подростком композитору Хейкки Суолахти: Джонсон записал его Маленькую симфонию и подготовил американское издание партитуры.
В 1958—1964 гг. Джонсон был профессором и руководителем оркестра в чикагском Северо-Западном университете, в 1964—1967 гг. возглавлял Академию искусств в Интерлокене, с 1967 г. и до смерти был главным дирижёром Нэшвиллского симфонического оркестра.
Лауреат Премии Дитсона (1949).